# Insula (esogeologia)
Insula (plurale: insulae) è un termine latino, dal significato originario di "isola", utilizzato nell'ambito dell'esogeologia per indicare una caratteristica superficiale di dimensioni relativamente contenute che si distingua come zona di terreno circondata da un'area che accolga dei liquidi.
Le uniche strutture ufficialmente classificate come insulae sono state individuate su Titano dove sono circondate dai laghi e dai mari di idrocarburi di cui è ricca la superficie.
Le insulae prendono il nome da isole mitiche e leggendarie

## Insulae
- Bermoothes Insula
- Bimini Insula
- Bralgu Insulae
- Buyan Insula
- Hawaiki Insulae
- Hufaidh Insulae
- Krocylea Insulae
- Mayda Insula
- Meropis Insula
- Onogoro Insula
- Penglai Insula
- Planctae Insulae
- Royllo Insula